# 5th Passenger
5th Passenger ist ein US-amerikanischer Science-Fiction-Film, der 2017 gedreht und 2018 veröffentlicht wurde. Unter der Regie von  Scotty Baker sind Morgan Lariah, Manu Intiraymi und Doug Jones in den Hauptrollen zu sehen.

## Handlung
Fünf Menschen, darunter die schwangere Offizierin Miller, überleben nur knapp die Zerstörung ihres Raumschiffs, indem sie sich in eine eigentlich nur für vier Personen ausgelegte Rettungskapsel retten. Kurz bevor sie aus dieser gerettet werden können, greift ein außerirdisches Wesen die Rettungskapsel an.

## Veröffentlichung
Der Film erlebte seine Uraufführung am 8. Juni 2018 in Santa Rosa, Kalifornien. Am 14. August 2018 erschien der Film in den USA auf DVD und BluRay. Eine Veröffentlichung im deutschsprachigen Raum steht aus.